# Koronagraf
Koronograf je teleskop za opažanje Sunčeve korone pri kojem se slika fotosfere pokrije, a raspršenje se svjetlosti smanji (reducira). Izumio ga je Bernard Lyot 1930.

## Bernard Lyot
Bernard Lyot (Pariz, 27. veljače 1897. – Kairo, 2. travnja 1952.), francuski astronom. Poznat je po radovima u području fizike Sunca. Izumio je koronograf (1930.) i uskopojasni monokromatski filtar s polarizacijskom optikom (dvolomni filtar) za opažanje Sunčeve kromosfere i korone i kada Sunce nije pomračeno. Član Francuske akademije znanosti od 1939.

## Slike
|                                                      | |
| Koronograf (teleskop) koji je osmislio Bernard Lyot. | Lyotov uskopojasni monokromatski filtar s polarizacijskom optikom (dvolomni filtar) za opažanje Sunčeve kromosfere i korone. |